# Let It Bleed (песня the Rolling Stones)
«Let It Bleed» — песня британской рок-группы the Rolling Stones. Она была написана Миком Джаггером и Китом Ричардсом и появилась на одноименном альбоме 1969 года. Она была выпущена синглом в Японии в феврале 1970 года.
В этой песни Иан Стюарт играет на пианино (это его единственная партия на альбоме), в то время как Билл Уаймен играет на автоарфе.
Песня начинается с игры на слайд-гитаре и быстро переходит в соло на акустической гитаре (каподастр на 3 ладу и бренчание аккордов Ля, Ре и Ми перед тем как бас, барабаны и пианино вступят в песню).
Автоарфу Уимана можно услышать не очень разборчиво во время первого припева с заметным «пинговым» звуком, звучащим в районе 0:40-0:50, но в основном она не слышна на протяжении всего трека после 0:55 ('она сказала, мои груди, они всегда были открыты') минутная отметка.
Текст песни содержит множество отсылок к наркотикам и сексу, включая приглашение к «употреблению кокаина и симпатии», отсылка к «наркоманке-медсестре, о боже! какая хорошая компания» и предложение Джаггера, что нам всем нужно что-то, чтобы «кровоточить (испытывать сильные эмоции, возможно подразумеваемся кровь из носа вследствие употребления наркотиков)», «истекать кремом (имеется ввиду употребление кокаина, а может быть кончить, он поёт: я хочу кончить на тебя, ты можешь кончить на меня)», «ну же!». Как бы то ни было, критик журнала Allmusic — Ричи Унтербергер считает, что песня в основном об «эмоциональной зависимости», и Джаггером, который готов принять партнера, который хочет на него опереться для эмоциональной поддержки".
Унтерберг также утверждает, что песня «Let It Bleed» наверное «самая лучшая иллюстрация» того как «слегка неряшливый подход группы работает на них, а не против них». Он также хвалит вокал Джаггера и называет его «одним из его лучших вокалов, с крайне ленивой подачей, которая одновременно кажется ласковой и насмешливой»

## Участники записи
- Мик Джаггер – вокал
- Кит Ричардс – гитара
- Билл Уаймен – бас гитара, автоарфа
- Чарли Уоттс – барабаны
- Иэн Стюарт – пианино
- Рай Кудер – слайд-гитара